# Oswald Gomis
Oswald Thomas Colman Gomis (Sinhala: ඔස්වල්ඩ් තෝමස් කොල්මන් ගෝමිස්) (Kelaniya, 12 de dezembro de 1932 – 3 de fevereiro de 2023) foi o Arcebispo Católico Romano de Colombo e Chanceler da Universidade de Colombo. O cargo anterior de Gomis era como Bispo de Anuradhapura, tendo sido nomeado em 1996. Ele também foi Bispo Auxiliar de Colombo de 1968 a 1996. Ele renunciou formalmente ao cargo e se aposentou em 5 de agosto de 2009.

## Vida pregressa
Nascido em 12 de dezembro de 1932 na cidade de Kelaniya, distrito de Gampaha, Sri Lanka, Gomis frequentou o St. Joseph's College e o St. Benedict's College Colombo 13 e entrou no seminário em 1950. Foi ordenado sacerdote em 3 de fevereiro de 1958. Foi consagrado bispo em 17 de julho de 1968. Exerceu vários cargos durante seu serviço na Arquidiocese, tais como, Professor no Seminário St. Aloysius, Colombo de 1958 a 1960, e Diretor da Imprensa Católica, Colombo de 1961-1968.
A fim de ajudar as crianças de vilas fora de Colombo, ele foi fundamental na fundação de várias escolas secundárias nos distritos externos, afiliadas às principais faculdades de Colombo. Ele esteve envolvido em vários esquemas de ajuda aos pobres; construção de casas para vítimas do tsunami, trabalho de socorro e reabilitação e um programa de bolsas para crianças afetadas pelo tsunami em 2004. Ele também doou um centro de saúde para sua cidade natal, Kelaniya.

## Arcebispo
Em 6 de julho de 2002, foi nomeado arcebispo metropolitano de Colombo pelo Papa João Paulo II. Ele foi empossado como Arcebispo em 27 de julho de 2002. Após sua nomeação anterior como Secretário Geral das Conferências Episcopais da Ásia, ele foi reconduzido no mesmo ano. Ele também foi nomeado pelo Papa Bento XVI como padre sinodal em 8 de setembro de 2005, e se encontrou com ele em 2 de maio de 2007 para discutir a situação da guerra civil no Sri Lanka. Ele também é o 3º Arcebispo de Colombo que é do Sri Lanka, pois após a criação da Diocese pelo Papa Gregório XVI em 3 de dezembro de 1834, todos os Arcebispos até 1947 eram de herança estrangeira.

## Morte
Oswald morreu no dia 3 de fevereiro de 2023, aos 90 anos.